# 大邱银行站
大邱銀行站（：／ Daegu-eunhaeng yeok */?）副站名大邱教育廳（대구교육청），是大邱地鐵2號線沿線的一座地下車站，位於韓國大邱廣域市壽城區壽城洞4街。

## 車站結構
站體為1面2線島式月台的地下車站，候車月台設有月台幕門，並有4處出口。

### 月台配置
| 慶大醫院 ↑ |
| 下 上 \|   |
| ↓ 泛魚     |

| 月台 | 路線               | 目的地                 |
| ---- | ------------------ | ---------------------- |
| 上行 | ●大邱都市鐵道2號線 | 半月堂、龍山、汶陽方向 |
| 下行 | ●大邱都市鐵道2號線 | 泛魚、沙月、嶺南大方向 |

## 歷史
- 2005年10月18日：开通啟用。

## 車站周邊
- 大邱銀行（朝鲜语：대구은행）總行
- 韓國花旗銀行（朝鲜语：한국씨티은행）壽城洞分行
- 壽城橋
- 壽城市場
- 壽城郵局
- 壽城洞農協支社
- 仁濟復建醫院
- 大邱市教育廳
- 大邱南山高校
- 大邱東中學
- 信明女子中學
- 大邱東星初等學校
- 大邱東一初等學校

## 圖片

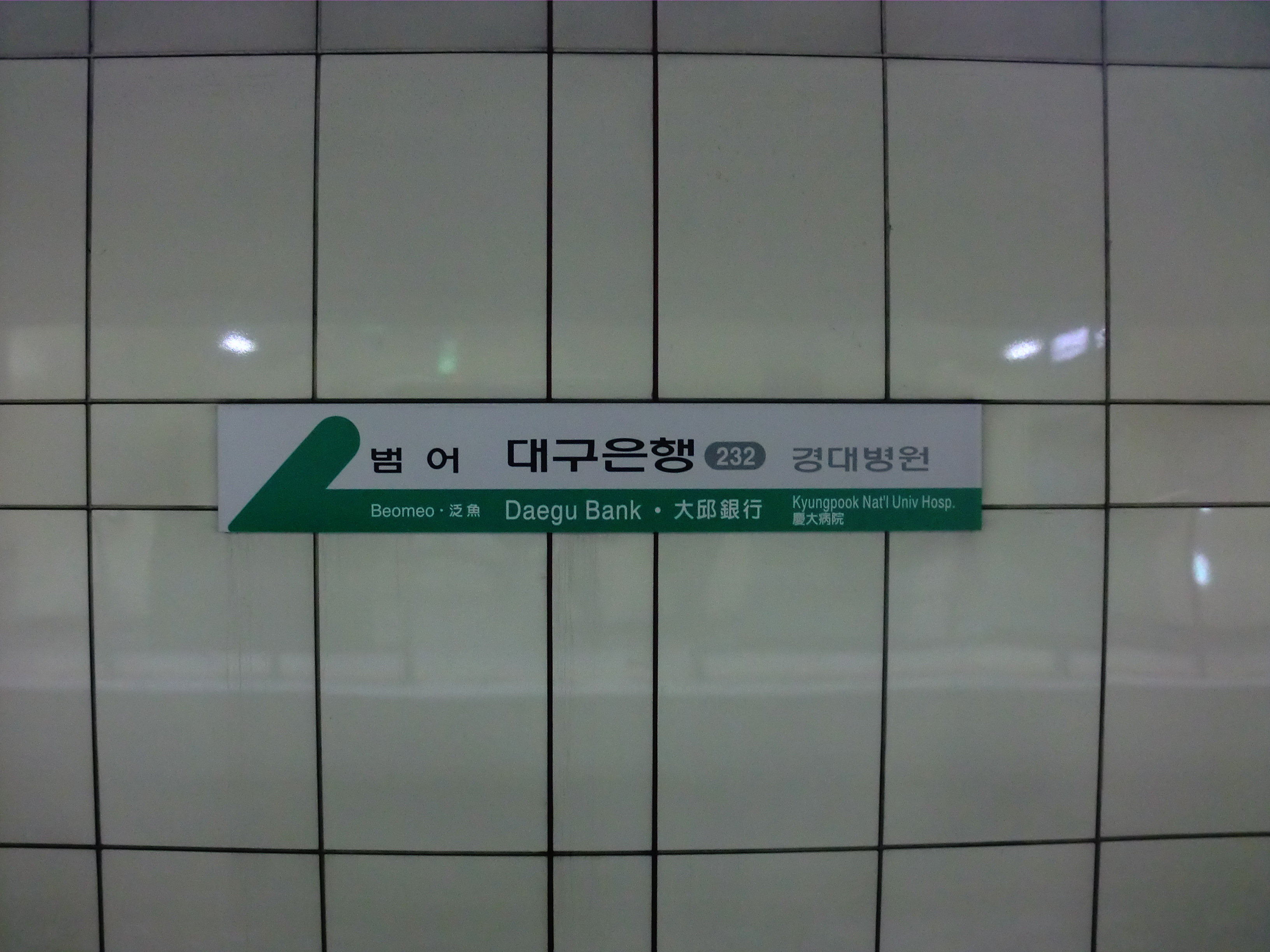
站名牌
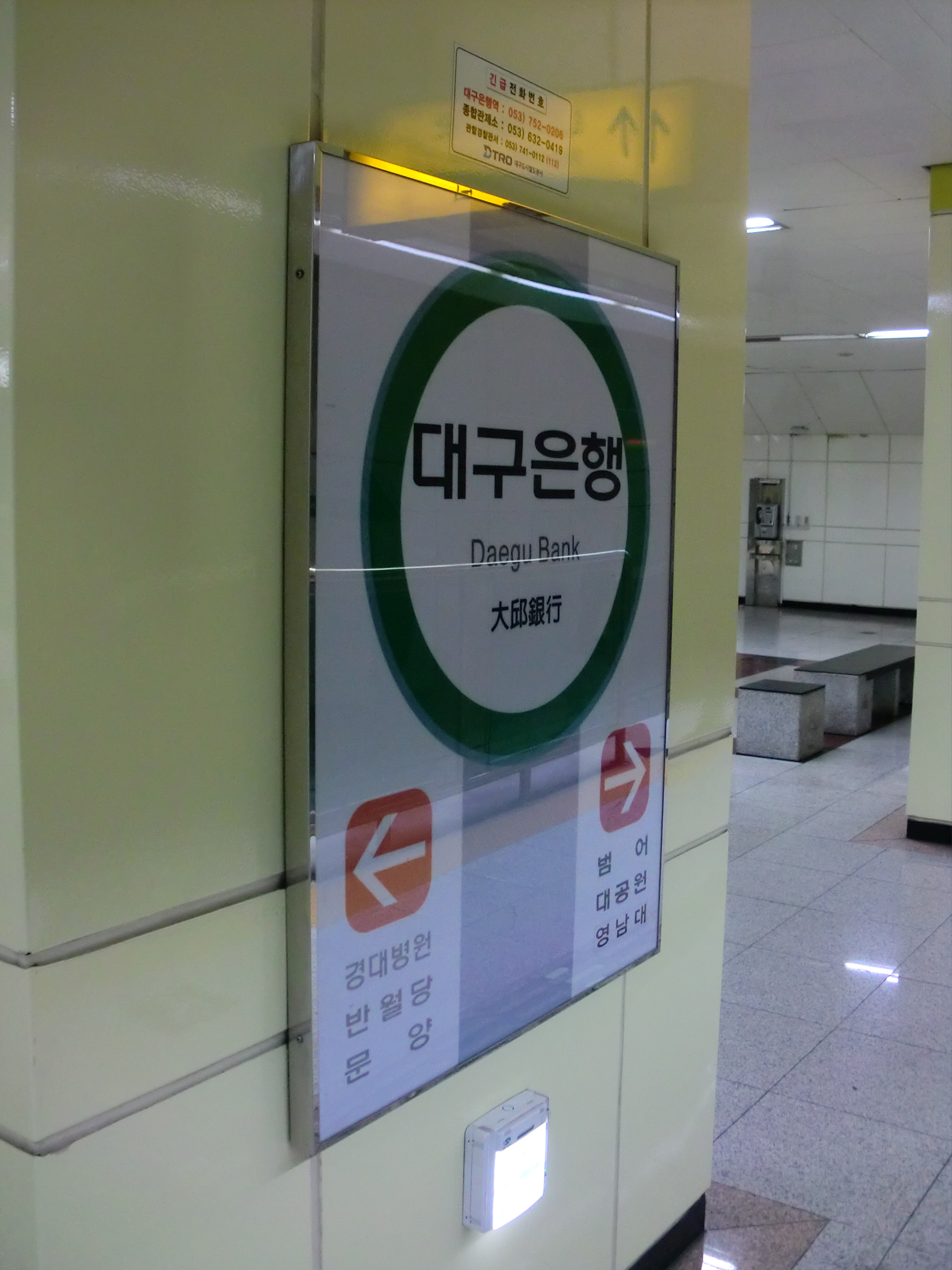
站名牌
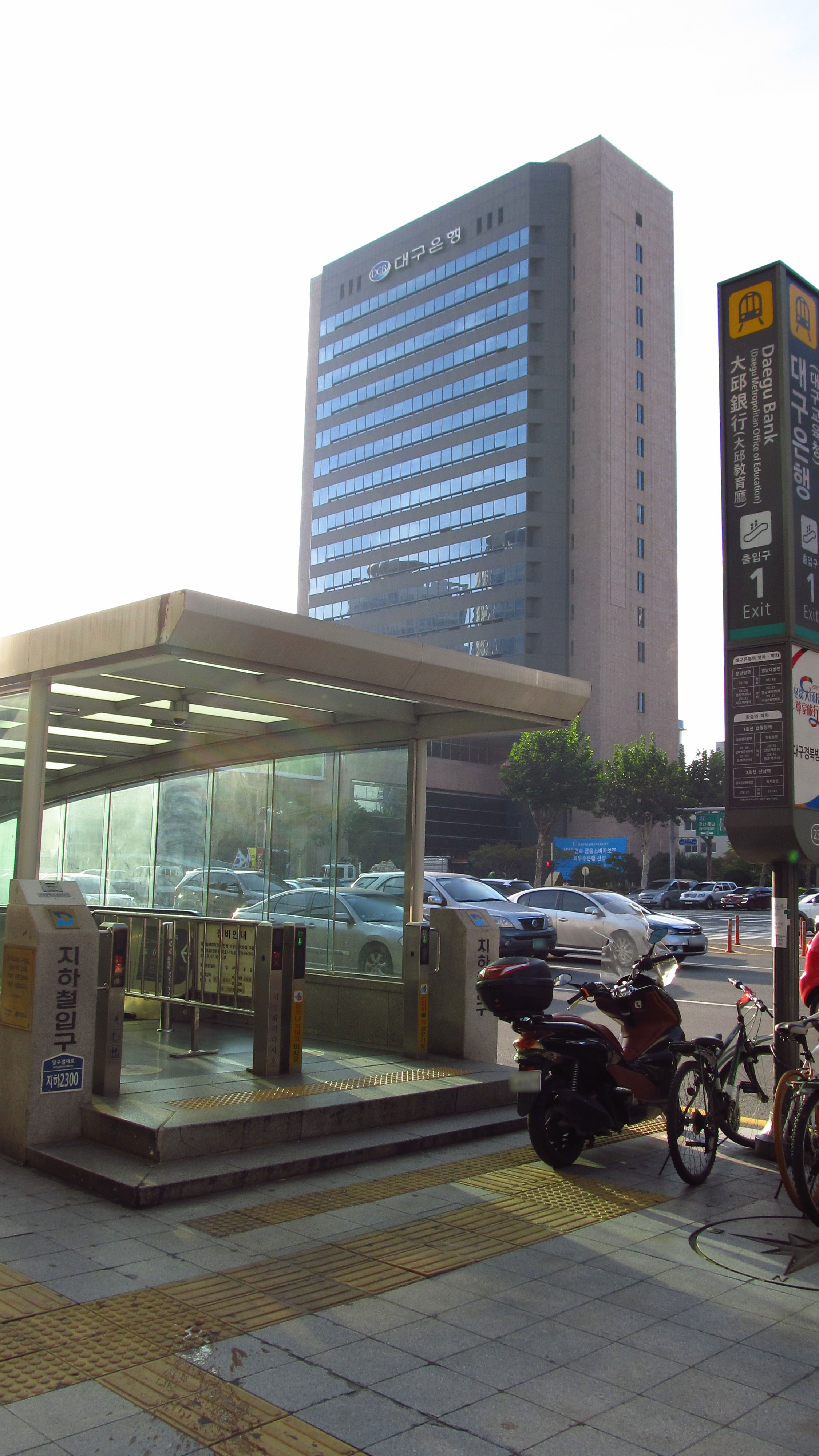
1號出口
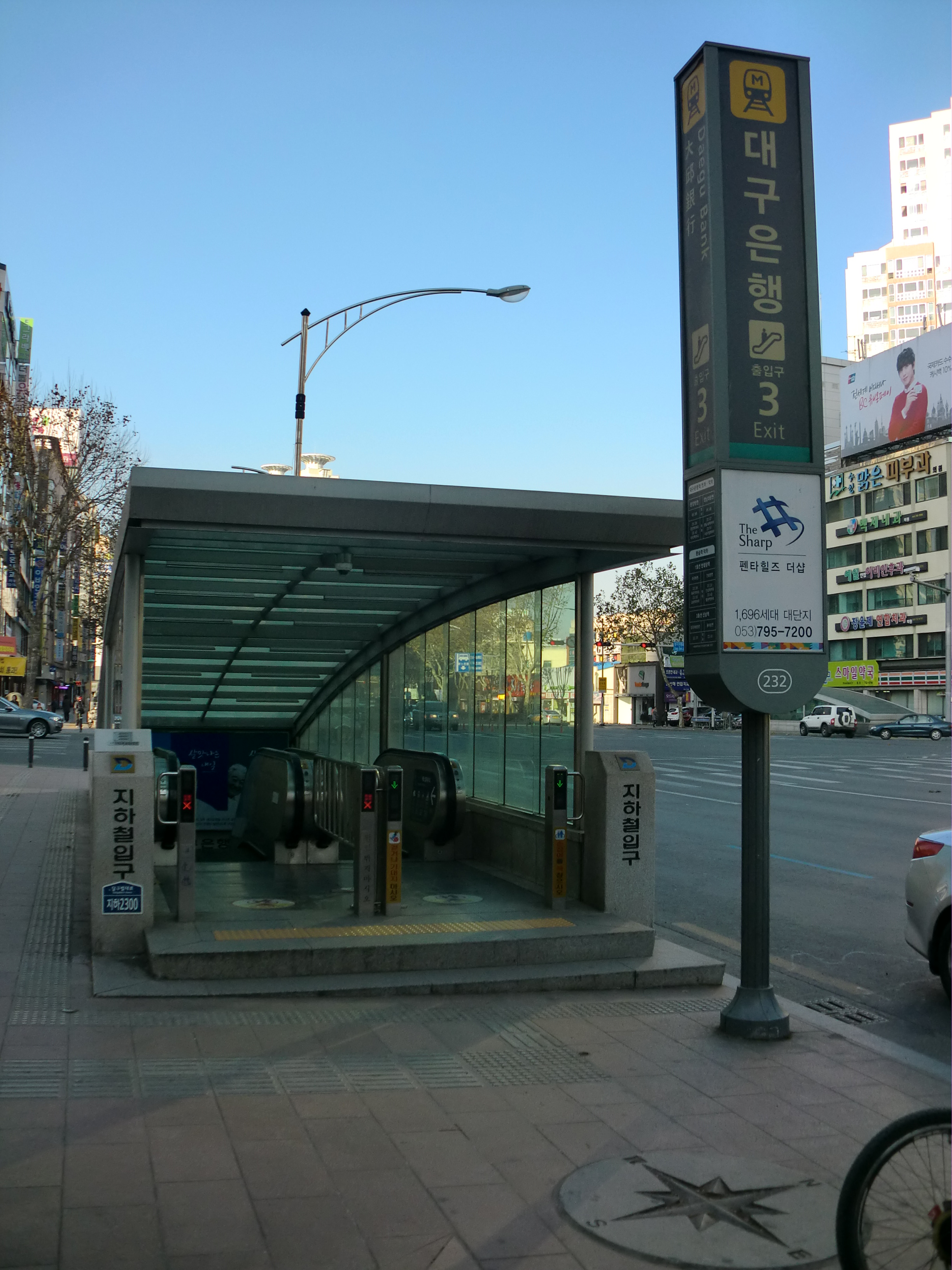
3號出口

## 相鄰車站
大邱都市鐵道公社
●大邱都市鐵道2號線
慶大醫院（231）－大邱銀行（232）－泛魚（233）